# 베네수엘라 공산당
베네수엘라 공산당(스페인어: Partido Comunista de Venezuela, PCV)은 1931년 창당된 베네수엘라의 마르크스-레닌주의 공산당이다. 베네수엘라 공산당은 베네수엘라의 정당들 중 가장 역사가 오래된 정당이며, 우고 차베스와 볼리바르 혁명의 급진화를 지지한다.

## 정책
베네수엘라 공산당은 베네수엘라에 마르크스-레닌주의 국가 수립을 위해 활동하는 노동자, 농민, 혁명가, 청년이 중심이 되는 프롤레타리아 계급의 전위 정당이다. 베네수엘라 공산당은 여러 개의 노동조합을 보유, 제휴하고 있으며, 노동조합은 베네수엘라 공산당의 프롤레타리아 혁명을 위한 핵심 기반이다. 또한 베네수엘라 공산당은 청년 조직, 농민 조직, 여성 조직 등을 비롯한 여러 정치 조직을 가지고 있으며, 이 조직들은 민주집중제 원칙에 따라 베네수엘라 공산당 중앙위원회에 의해 운영된다.
1. ↑  틀:Cita noticia